# 戏剧教育主张
戏剧教育主张的是中国文学和戏剧界于20世纪初期提出的一项戏剧改良运动的方针。戏剧教育主张最早的提出者是陈独秀。

## 发端
20世纪初期，由于中国传统戏剧从内容到形式都已经走向了衰微，戏剧改革的呼声也越来越强烈。在中国戏剧舞台上占据主导地位的京剧也因为离人民现实生活愈发偏远，其表演形式僵化、内容陈旧、充满腐朽之气等等，而引起了观众群和戏剧界人士的不满。因而，随着清末社会改良和文化革新的呼声，提出了对传统戏剧进行改革的要求。1904年柳亚子在中国的第一本戏剧刊物《20世纪大舞台》发表发刊词，陈去病在同期《20世纪大舞台》上发表《论戏剧之有益》，1904年蒋智在《新民丛刊》第17期上发表《中国之演剧界》等等。这一系列文章的发表，在理论上呼吁了中国戏剧的改革。
1905年，陈独秀在《新小说》第2卷第2期上发表了《论戏曲》一文，提出“戏园者，实普天下之大学堂也；优伶者，是普天下之大教师也。”之论，正式提出了戏剧教育主张。

## 内容
1905年，陈独秀在《新小说》第2卷第2期上发表的《论戏曲》一文中阐述了以下观点：
“戏曲者，普天下之人类所最乐睹、最乐闻者也，易入人之脑蒂，易触人之感情。故不入戏园则已耳，苟其入之，则人之思想权未有不握于演戏曲者之手矣。使人观之，不能自主……虽些少之时间，而其思想之千变万化，有不可思议者也。”第一次将戏剧的教化与娱乐作用提到重要位置进行评论。“戏园者，实普天下之大学堂也；优伶者，是普天下之大教师也。”强调了戏剧的教育功能，要求戏剧关注现实生活。
本文是对中国戏剧在传统观念的一种挑战，此前的中国戏剧在传统观念上基本是以娱乐为其主要职能的。此时提出戏剧的教化功能，对于中国戏剧来说，可以说是重重冲撞了中国戏剧长久以来的固有观念，引起了演剧者和观戏者的共同反思。
1912年，孙仁玉、李桐轩在陕西省组织的中国近代文化史上的第一个新型戏曲学社——陕西易俗社正式成立。在其章程中的《易俗伶学社缘起》一文中指出：：“戏剧至于社会，为实施教育之天然机关”。
认为“人民知识蔽塞，国家无进步之希望”而要改变该状况需“普及教育”，而以戏剧达到此目的是“不伤财，不劳民”的举措。

## 影响
在戏剧教育主张的呼声下，清末民初，出现了一大批表现新思想反映现实生活的改良戏剧，成为一种新现象。如1902年周祥骏创作的《捉酸虫》、《打醋缸》，1903年玉瑟主人创作的《血海花》，1904静庵于《20世纪大舞台》发表的《安乐窝》和同时期寰镜庐主人的《磷骨寒》、惜秋的《新上海》、汪笑浓的《长乐老》等等。
改良戏剧反映新内容的出现对中国戏剧的改革起到了一定的推动作用，同时，为中国对西方话剧的接受也奠定了一定基础。改良戏剧中所使用的议论等方法也是后来中国出现文明新戏的先兆。
至今，该项主张的内容依旧可以和当下中国戏剧、影视等媒体的官方管制方针进行类比。